# Имперское аббатство
Имперское аббатство (нем. Reichsabteien) — монастырь в составе Священной Римской империи, подчиняющийся в светских вопросах непосредственно императору и обладающий правом территориального суверенитета на принадлежащих ему землях. Имперские аббатства имели статус имперского сословия и обладали целым комплексом прав и привилегий, обеспечивающих их функционирование в качестве самостоятельных церковных княжеств. Главы имперских аббатств (имперские прелаты; нем. Reichsprelaten) имели право участия в рейхстагах Священной Римской империи, формируя две коллегии в составе духовной курии Совета имперских князей.

## Статус и место в рейхстаге
Во главе имперского аббатства стоял имперский аббат (нем. Reichsabt) или аббатиса (нем. Reichsäbtissin). К этому же сословию относились имперские приоры (нем. Reichspropst) — главы небольших монастырей, которые не имели статуса аббатства. Аббаты и приоры наиболее могущественных и влиятельных монастырей (Фульда, Кемптен, Корвей и др.) носили титул князя-аббата или князя-приора и по своему положению приближались к князьям-епископам, в частности, имели право отдельного голоса в Совете имперских князей. Прочие имперские аббаты и приоры в процессе работы рейхстага объединялись в две группы: Швабскую и Рейнскую коллегии имперских прелатов, каждая из которых обладала одним голосом в Совете имперских князей. До 1575 г. деления на коллегии не существовало и имперские прелаты, не имеющие титула князя, пользовались лишь одним коллективным голосом в Совете.
Имперские аббатства, в основном, обладали небольшими территориями и представляли собой мелкие и мельчайшие государственные образования в составе империи. Территория некоторых монастырей (Нидермюнстер в Регенсбурге, Роттенмюнстер в Ротвайле) ограничивалась лишь несколькими зданиями и земельными участками под ними, что не мешало им пользоваться статусом имперского сословия и практически наравне с относительно крупными княжествами принимать участие в управлении империей посредством голосования в рейхстаге. Имперские аббаты обладали целым рядом прав и привилегий, присущих имперским сословиям, в частности судебным иммунитетом, территориальным суверенитетом и правом отправления правосудия на территории принадлежащих им непосредственных имперских ленов. Кроме того, в светских вопросах имперские аббаты и приоры не подчинялись никаким светским властям, кроме императора.

## История

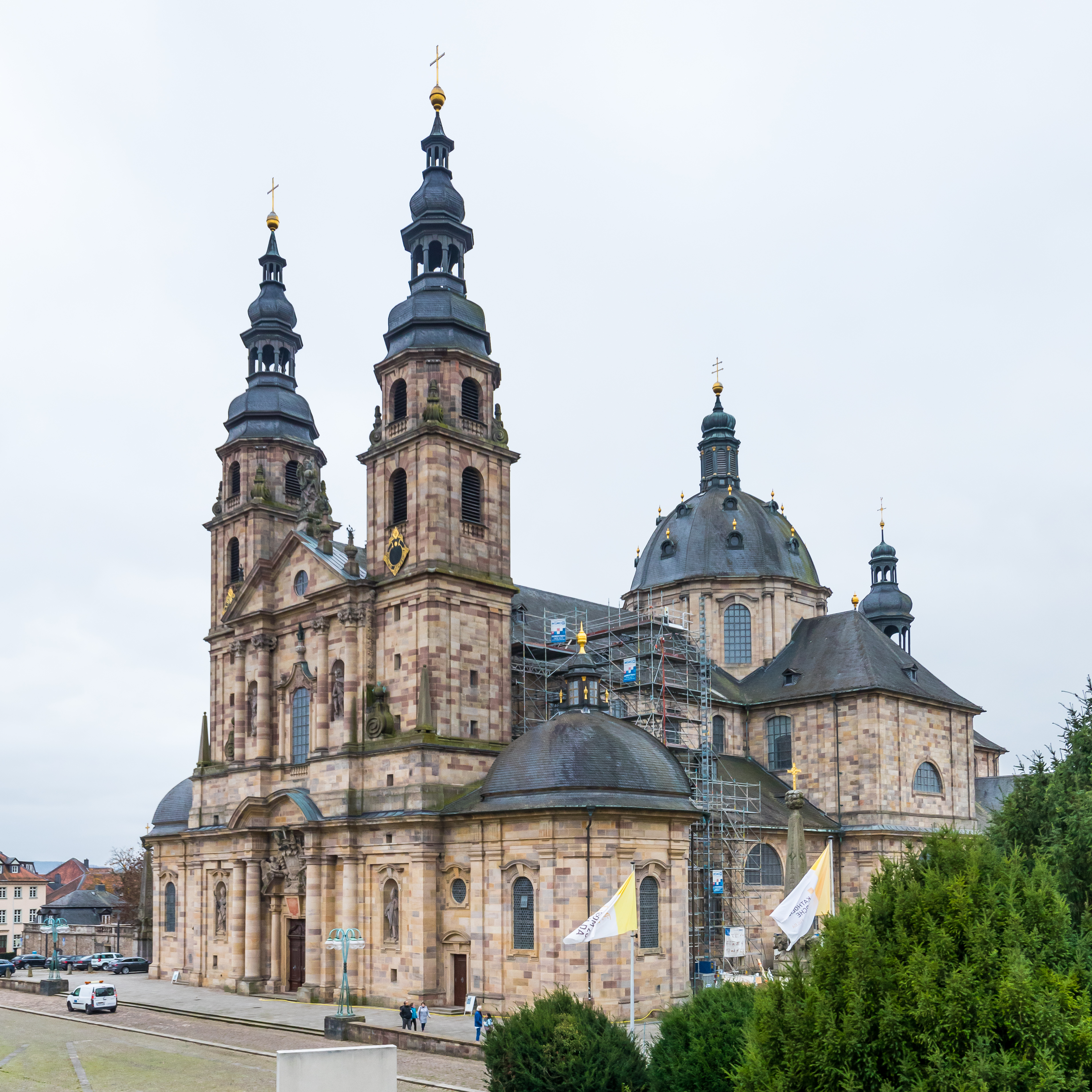
Фульдское аббатство

Большинство имперских монастырей находилось в юго-западной части Священной Римской империи — на территории современных Бадена-Вюртемберга, Эльзаса и Швейцарии. Эта область в раннее Средневековье входила в состав герцогства Швабия. После ликвидации герцогства в XIII веке Швабия перешла под управление императоров, которые в массовом порядке даровали статус непосредственных имперских ленов владениям швабских графов, имперских городов и аббатств. К началу XVI века в империи насчитывалось 82 имперских аббатства и приории, включая командоров Кобленцского, Эльзасско-Бургундского, Австрийского и Южнотирольского округов Тевтонского ордена, что было зафиксировано имперским матрикулом 1521 года.
Значительное число имперских монастырей было секуляризировано в период Реформации или медиатизировано в XVI—XVII веках более крупными светскими княжествами. С провозглашением независимости Швейцарии в 1648 г. монастыри, находившиеся на её территории, были утрачены для империи. Во второй половине XVII века Франция аннексировала Эльзас и Лотарингию, ликвидировав самостоятельность имперских аббатств этих регионов. Кроме того, аббатства Фульда и Корвей в XVIII веке были преобразованы в епископства. В результате, к концу XVIII века статусом имперского аббатства обладало 45 монастырей, семь из которых относились к сословию княжеств-аббатств (Кемптен, Эльванген, Берхтесгаден, Вайсенбург, Прюм, Корвей, Штабло и Мальмеди). Кроме того, аббат Санкт-Блазиена пользовался титулом имперского графа Бондорф, хотя собственно монастырь Святого Власия не обладал статусом непосредственного имперского лена. В 1803 г. заключительным постановлением имперской депутации все имперские аббатства были секуляризированы и утратили независимость и суверенитет.

## Список имперских аббатств
Сокращения:
- М — мужской монастырь
- Ж — женский монастырь
- осн. — дата основания монастыря
- имп. — дата получения статуса имперского аббатства
- сек. — секуляризировано
- мед. — медиатизировано

Место в рейхстаге:
- СК — Совет имперских князей (индивидуальный голос)
- КП — Коллегия имперских прелатов Совета имперских князей (до её разделения в 1575 г.)
- РК — Рейнская коллегия имперских прелатов Совета имперских князей
- ШК — Швабская коллегия имперских прелатов Совета имперских князей

| Имперское аббатство                               | Место нахождения                  | Муж./ Жен. | Возникновение                | Потеря статуса                                                                           | Рейхстаг  |
| ------------------------------------------------- | --------------------------------- | ---------- | ---------------------------- | ---------------------------------------------------------------------------------------- | --------- |
| Августинские монастыри                            |                                   |            |                              |                                                                                          |           |
| Приория Берхтесгаден                              | Бавария                           | М          | осн. 1102, имп. 1194         | 1803 сек. Зальцбургом                                                                    | СК        |
| Аббатство Веттенхаузен                            | Бавария, Каммельталь              | М          | осн. 1130                    | 1802 сек. Баварией                                                                       | ШК        |
| Аббатство Кройцлинген                             | Швейцария, Кройцлинген            | М          | осн. ок. 1125, имп. ок. 1150 | 1499 в составе Швейцарии 1648 независимость Швейцарии                                    | КП        |
| Аббатство Обермюнстер                             | Бавария, Регенсбург               | Ж          | осн. IX век, имп. XI век     | 1803 сек. Регенсбургом                                                                   | РК        |
| Бенедиктинские монастыри                          |                                   |            |                              |                                                                                          |           |
| Аббатство Айнзидельн                              | Швейцария, Айнзидельн             | М          | осн. 934, имп. 965           | 1648 независимость Швейцарии 1798 сек. Гельветической респ.                              | КП        |
| Аббатство Вайнгартен                              | Баден-Вюртемберг, Вайнгартен      | М          | осн. 1056, имп. 1274         | 1803 сек. Нассау                                                                         | ШК        |
| Аббатство Верден                                  | Северный Рейн-Вестфалия, Верден   | М          | осн. 799, имп. 877           | 1803 сек. Пруссией                                                                       | РК        |
| Аббатство Виблинген                               | Баден-Вюртемберг, Ульм            | М          | осн. 1093, имп. 1701         | 1806 сек. Баварией                                                                       | ШК        |
| Аббатство Виссембург                              | Эльзас, Виссембург                | М          | осн. VII век                 | 1648 к Франции 1798 сек. Францией                                                        | СК        |
| Аббатство Генгенбах                               | Баден-Вюртемберг, Генгенбах       | М          | осн. 727/735, имп. IX век    | 1803 сек. Баденом                                                                        | ШК        |
| Аббатство Гёсс                                    | Штирия, Леобен                    | М          | осн. 1004, имп. 1020         | XIV век мед. Австрией) 1782 сек. Австрией                                                | КП        |
| Аббатство Дисентис                                | Швейцария, Дисентис               | М          | осн. VIII век, имп. IX век   | 1471 в составе Граубюндена 1648 независимость Граубюндена 1798 сек. Гельветической респ. | ШК        |
| Аббатство Заальфельд                              | Тюрингия, Заальфельд              | М          | осн. 1071                    | 1526 сек. Саксонией                                                                      | КП        |
| Аббатство Зельц                                   | Эльзас, Зельц                     | М          | осн. 991, имп. 992           | XVI век мед. Пфальцем 1803 сек. Францией                                                 | КП        |
| Аббатство Ирзее                                   | Бавария, Ирзее                    | Ж          | осн. 1186, имп. 1695         | 1802 сек. Баварии                                                                        | ШК        |
| Аббатство Кауфунген                               | Гессен, Кауфунген                 | Ж          | осн. 1017, имп. XI век       | 1527 сек. Гессеном                                                                       | КП        |
| Аббатство Кемптен                                 | Бавария, Кемптен                  | М          | осн. 752, имп. 1062          | 1803 сек. Баварией                                                                       | СК        |
| Аббатство Клингенмюнстер                          | Рейнланд-Пфальц, Клингенмюнстер   | М          | имп. IX век                  | 1567 сек. Пфальцем                                                                       | РК        |
| Приория Комбург                                   | Баден-Вюртемберг, Швебиш-Халль    | М          | осн. 1070-е, имп. XIV век    | 1587 мед. Вюртембергом 1803 сек. Вюртембергом                                            | ШК        |
| Аббатство Корвей                                  | Северный Рейн-Вестфалия (Хёкстер) | М          | осн. ок. 820, имп. ок. 1150  | 1792 князь-епископ 1803 сек. Нассау                                                      | СК        |
| Аббатство Корнелимюнстер                          | Северный Рейн-Вестфалия, Ахен     | М          | осн. 614, имп. IX век        | 1802 к Франции                                                                           | РК        |
| Аббатство Мемлебен                                | Саксония-Ангальт, Мемлебен        | М          | осн. 975, имп. X век         | 1548 сек. Саксонией                                                                      | КП        |
| Аббатство Михаэльсберг                            | Северный Рейн-Вестфалия, Зигбург  | М          | осн. 1064, имп. 1512         | 1676 мед. Пфальц-Нойбургом 1803 сек. Баварией                                            | РК        |
| Аббатство Мондзе                                  | Верхняя Австрия, Мондзе           | М          | осн. 748, имп. 788           | XIV век мед. Австрией 1791 сек. Австрией                                                 | ШК        |
| Аббатство Мурбах                                  | Эльзас, Гебвиллер                 | М          | осн.727, имп. 782/783        | 1648 к Франции 1789 сек. Францией                                                        | ШК        |
| Аббатство Мури                                    | Швейцария, Мури                   | М          | осн. 1027                    | 1648 независимость Швейцарии 1798 сек. Гельветической респ.                              | КП, СК    |
| Аббатство Мюнстер-им-Санкт-Георгенталь            | Эльзас, Мармутье                  | М          | осн. 659, имп. VIII век      | 1648 к Франции 1790 сек. Францией                                                        | ШК        |
| Аббатство Нересхайм                               | Баден-Вюртемберг, Нересхайм       | М          | осн. 1095                    | 1802 сек. Турн-и-Таксисом                                                                | ШК        |
| Аббатство Оденхайм                                | Баден-Вюртемберг, Эстринген       | М          | осн. 1108                    | 1803 сек. Баденом                                                                        | РК        |
| Аббатство Оттобойрен                              | Бавария, Оттобойрен               | М          | осн. 764, имп. 1299          | 1802 сек. Баварией                                                                       | ШК        |
| Аббатство Охзенхаузен                             | Баден-Вюртемберг, Охзенхаузен     | М          | осн. 1093, имп. 1495         | 1803 сек. Меттернихом, Зинцендорфом                                                      | ШК        |
| Аббатство Петерсхаузен                            | Баден-Вюртемберг, Констанц        | М          | осн. 983, имп. XIII век      | 1802 сек. Баденом                                                                        | ШК        |
| Аббатство Прюм                                    | Рейнланд-Пфальц, Прюм             | М          | осн. 720, имп. X век         | 1794 к Франции                                                                           | СК        |
| Аббатство Прюфенинг                               | Бавария, Регенсбург               | М          | осн. 1109                    | XV век мед. еп. Регенсбург 1803 сек. Регенсбургом                                        | ШК        |
| Аббатство Пфеферс                                 | Швейцария, Пфеферс                | М          | осн. 731, имп. IX век        | 1483 в составе Швейцарии 1648 независимость Швейцарии 1798 сек. Гельветической респ.     | КП        |
| Аббатство Райхенау                                | Баден-Вюртемберг                  | М          | осн. 724                     | 1540/1548 мед. еп. Констанц                                                              | ШК        |
| Аббатство Ромберг (Ремирмон)                      | Лотарингия, Ремирмон              | Ж          | осн. VII век, имп. 1290      | 1766, в 1790 сек. Францией                                                               |           |
| Аббатство Санкт-Галлен                            | Швейцария, Санкт-Галлен           | М          | осн. 613, имп. 1207          | 1451 под контролем Швейцарии 1648 независимость Швейцарии 1798 сек. Гельветической респ. | СК        |
| Аббатство Санкт-Петер-им-Шварцвальд               | Баден-Вюртемберг, Санкт-Петер     | М          | осн. до 1073                 | XV век мед. Австрией 1806 сек. Баденом                                                   | КП        |
| Аббатство Святого Георга                          | Баден-Вюртемберг, Исни            | М          | осн. 1096, имп. 1781         | 1802 сек. Квадтом                                                                        | ШК        |
| Аббатство Святого Лудгера                         | Нижняя Саксония, Хельмштедт       | М          | осн. ок. 800                 | XV век мед. Брауншвейг-Люнебургом 1802 сек. Ганновером                                   | КП        |
| Аббатство Святого Максима                         | Рейнланд-Пфальц, Трир             | М          | осн. IV век                  | 1669 мед. Триром 1802 к Франции                                                          | РК        |
| Аббатство Святых Ульриха и Афры                   | Бавария, Аугсбург                 | М          | осн. V век, имп. 1577        | 1803 сек. Аугсбургом                                                                     | РК        |
| Аббатство Святого Эгидиена                        | Бавария, Нюрнберг                 | М          | осн. ок. 1140                | 1525/1567 мед. Нюрнбергом 1696 сек. Нюрнбергом                                           | КП        |
| Аббатство Святого Эммерама                        | Бавария, Регенсбург               | М          | осн. 739, имп. 1295          | 1803 сек. Регенсбургом                                                                   | РК        |
| Аббатство Фраумюнстер                             | Швейцария, Цюрих                  | Ж          | осн. 853, имп. 1218          | 1524 сек. Цюрихом                                                                        | КП        |
| Аббатство Фрауэнкимзе                             | Бавария, Кимзе                    | Ж          | осн. 772                     | XVI век мед. Баварией 1803 сек. Баварией                                                 | КП        |
| Аббатство Фульда                                  | Гессен                            | М          | осн. 744, имп. 765           | 1752 князь-епископ 1802 сек. Нассау                                                      | СК        |
| Аббатство Хельмарсхаузен                          | Гессен, Бад-Карлсхафен            | М          | осн. 997, имп. X век         | 1538 сек. Гессеном                                                                       | КП        |
| Аббатство Херсфельд                               | Гессен, Херсфельд                 | М          | осн. 736/742, имп. 775       | 1606 сек. Гессен-Касселем                                                                | РК        |
| Аббатство Цвифальтен                              | Баден-Вюртемберг, Цвифальтен      | М          | осн. 1089, имп. 1750         | 1802 сек. Вюртембергом                                                                   | ШК        |
| Аббатство Шаффхаузен                              | Швейцария, Шаффхаузен             | М          | имп. 1190                    | XVI век мед. Шаффхаузеном 1648 независимость Швейцарии                                   | КП        |
| Аббатство Стабло-Мальмеди                         | Льеж, Мальмеди                    | М          | осн. ок. 650, имп. XI век    | 1794/1795 сек. Францией                                                                  | СК        |
| Аббатство Шуттерн                                 | Баден-Вюртемберг, Фризенхайм      | М          | осн. 603, имп. VIII век      | XVI век мед. Австрией) 1803 сек. Брейсгау-Ортенау                                        | ШК        |
| Аббатство Эльванген, Княжество-пробство Эльванген | Баден-Вюртемберг, Эльванген       | М          | осн. 764, имп. 1011          | 1802 сек. Вюртембергом                                                                   | СК        |
| Аббатство Эльхинген                               | Бавария, Эльхинген                | М          |                              | 1802 сек. Баварией                                                                       | ШК        |
| Аббатство Эхтернах                                | Люксембург, Эхтернах              | М          | осн. 700, имп. 751           | XVI век мед. Австрией 1794 сек. Францией                                                 | КП        |
| Картузианские монастыри                           |                                   |            |                              |                                                                                          |           |
| Приория Буксхайм                                  | Бавария, Буксхайм                 | М          | осн. ок. 1100, имп. 1548     | 1803 сек. Оштейном                                                                       | ШК или РК |
| Клариссинские монастыри                           |                                   |            |                              |                                                                                          |           |
| Аббатство Зёфлинген                               | Баден-Вюртемберг, Ульм            | М          |                              | 1803 сек. Баварией                                                                       | ШК        |
| Миноритские монастыри                             |                                   |            |                              |                                                                                          |           |
| Аббатство Линдау                                  | Бавария, Линдау                   | Ж          | осн. IX век, имп. 1466       | 1802 сек. Баварией                                                                       | ШК        |
| Премонстрантские монастыри                        |                                   |            |                              |                                                                                          |           |
| Аббатство Вайссенау                               | Баден-Вюртемберг, Равенсбург      | М          | осн. 1145, имп. 1257         | 1802 сек. Мандершайдом                                                                   | ШК        |
| Аббатство Лорш                                    | Гессен, Лорш                      | М          | осн. 764, имп. XI век        | 1556 сек. Гессен-Дармштадтом                                                             | КП        |
| Аббатство Мархталь                                | Баден-Вюртемберг, Мархталь        | М          | осн. 776/1171, имп. 1500     | 1803 сек. Турн-и-Таксисом                                                                | ШК        |
| Аббатство Роггенбург                              | Бавария, Роггенбург               | М          | осн. 1126, имп. 1482/1485    | 1803 сек. Баварией                                                                       | ШК        |
| Аббатство Рот-ан-дер-Рот                          | Баден-Вюртемберг, Рот-ан-дер-Рот  | М          | осн. 1126, имп. 1376         | 1803 сек. Вартенбергом                                                                   | ШК        |
| Аббатство Шуссенрид                               | Баден-Вюртемберг, Шуссенрид       | М          | осн. 1183, имп. 1440         | 1803 сек. Мандершайдом                                                                   | ШК        |
| Аббатство Урсберг                                 | Бавария, Урсберг                  | М          | осн. 1126/1128, имп. 1143    | 1803 сек. Баварией                                                                       | ШК        |
| Цистерцианские монастыри                          |                                   |            |                              |                                                                                          |           |
| Аббатство Байндт                                  | Баден-Вюртемберг, Байндт          | Ж          | осн. 1240, имп. 1376         | 1802 сек. Аспремон-Линденом                                                              | ШК        |
| Аббатство Буртшайд                                | Северный Рейн-Вестфалия (Ахен)    | Ж          | осн. 997, имп. 1220/1221     | 1802 сек. Францией                                                                       | РК        |
| Аббатство Вальдзассен                             | Бавария                           | М          | осн. 1128/1132, имп. 1177    | 1543 мед. Пфальцем 1803 сек. Баварией                                                    | КП        |
| Аббатство Валькенрид                              | Тюрингия                          | М          | осн. 1127, имп. 1542         | 1648 сек. Брауншвейг-Вольфенбюттелем                                                     | РК        |
| Аббатство Гутенцель                               | Баден-Вюртемберг                  | Ж          | осн. 1237                    | 1803 сек. Тёррингом                                                                      | ШК        |
| Аббатство Залем                                   | Баден-Вюртемберг                  | М          | осн. 1136, имп. 1138/1152    | 1803 сек. Баденом                                                                        | ШК        |
| Аббатство Кайсхайм                                | Бавария                           | М          | осн. 1135, имп. 1346         | 1802 сек. Баварией                                                                       | ШК или РК |
| Аббатство Кёнигсбронн                             | Баден-Вюртемберг (Хайденхайм)     | М          | осн. 1303                    | 1553 мед. Вюртембергом 1710 сек. Вюртембергом                                            | КП        |
| Аббатство Маульбронн                              | Баден-Вюртемберг                  | М          | осн. 1147                    | 1504 мед. Вюртембергом 1555 сек. Вюртембергом                                            | КП        |
| Аббатство Обершёненфельд                          | Бавария (Гессертсхаузен)          | Ж          | осн. 1211/1248               | XV век мед. Баварией 1803 сек. Баварией                                                  |           |
| Аббатство Риддагсхаузен                           | Нижняя Саксония (Брауншвейг)      | М          | осн. 1145/1146               | 1569 мед. Брауншвейг-Вольфенбюттелем 1809 сек. Брауншвейгом                              | КП        |
| Аббатство Роттенмюнстер                           | Баден-Вюртемберг (Ротвайль)       | М          |                              | 1803 сек. Вюртембергом                                                                   | ШК        |
| Аббатство Фюрстенфельд                            | Бавария                           | М          | осн. 1263/1265               | XIV век мед. Баварией 1803 сек. Баварией                                                 | КП        |
| Аббатство Херренальб                              | Баден-Вюртемберг                  | М          | осн. 1147                    | 1536 сек. Вюртембергом                                                                   | КП        |
| Аббатство Хеггбах                                 | Баден-Вюртемберг (Мазельхайм)     | Ж          | осн. 1195                    | 1803 сек. Вальбодом, Плеттенбергом                                                       | ШК        |
| Аббатство Шёнталь                                 | Баден-Вюртемберг                  | М          | осн. 1153, имп. 1418         | 1495 отозван имп. статус 1802 сек. Вюртембергом                                          | КП        |
| Прочие монастыри                                  |                                   |            |                              |                                                                                          |           |
| Аббатство Бухау                                   | Баден-Вюртемберг                  | Ж          | осн. ок. 700, имп. 1347      | 1803 сек. Турн-и-Таксисом                                                                | РК        |
| Аббатство Гандерсхайм                             | Нижняя Саксония                   | Ж          | осн. 852, имп. 877/919       | 1803 сек. Брауншвейг-Вольфенбюттелем                                                     | РК        |
| Аббатство Гернроде                                | Саксония-Анхальт                  | Ж          | осн. до 961, имп. до 965     | 1610 сек. Ангальт-Бернбургом                                                             | РК        |
| Аббатство Кведлинбург                             | Саксония-Ангальт                  | Ж          | осн. 936, имп. X век         | 1803 сек. Пруссией                                                                       | РК        |
| Аббатство Нидермюнстер                            | Бавария (Регенсбург)              | Ж          | осн. 778/948, имп. 1002      | 1803 сек. Регенсбургом                                                                   | РК        |
| Аббатство Реклингхаузен                           | Северный Рейн-Вестфалия           | М          |                              | XVI век мед. Эссеном 1803 сек. Аренбергом                                                | КП        |
| Капитул Собора в Нордхаузене                      | Тюрингия                          | М          | имп. 1220                    | XV век мед. Нордхаузеном 1802 сек. Пруссией                                              |           |
| Капитул Собора Св. Варфоломея во Франкфурте       | Гессен                            | М          | осн. 852                     | XV век мед. Франкфуртом 1803 сек. Франкфуртом                                            | КП        |
| Аббатство Торн                                    | Лимбург                           | Ж          | осн. X век, имп. XI век      | 1794 к Франции                                                                           | РК        |
| Аббатство Херфорд                                 | Северный Рейн-Вестфалия           | Ж          | осн. 789, имп. IX век        | 1802 сек. Пруссией                                                                       | РК        |
| Аббатство Шенис                                   | Швейцария, Шенис                  | М          | осн. IX век, имп. 1045       | 1438 в составе Швейцарии 1648 независимость Швейцарии 1811 сек. Швейцарией               | КП        |
| Аббатство в Штайне-на-Рейне                       | Швейцария, Штайн-на-Рейне         | М          | осн. IX век                  | 1521/1526 сек. Цюрихом                                                                   | КП        |
| Аббатство Эссен                                   | Северный Рейн-Вестфалия, Эссен    | Ж          | осн. ок. 845, имп. 874/947   | 1803 сек. Пруссией                                                                       | РК        |